# Agrochola intermedia
Agrochola intermedia är en fjärilsart som beskrevs av W. Warren 1910. Agrochola intermedia ingår i släktet Agrochola och familjen nattflyn. Inga underarter finns listade i Catalogue of Life.